# Cake (telessérie)
Cake é uma série de comédia educativa que foi ao ar na CBS em 2006.

## Sinopse
Conta as aventuras de uma adolescente chamada Cake enquanto ela se diverte fazendo seu próprio programa de televisão, o Cake TV. Ele é produzido com a ajuda de seus três melhores amigos: Miracle, Amy e Benjamin. O programa é transmitido diretamente do trailer da avó de Cake e co-apresentado pelas amigas, que mostram ao público (e a si mesmas) como transformar itens comuns, como camisetas, porta-cds e abajures, em peças extraordinárias usando a imaginação.

## Elenco
- Christa B. Allen .... Cake
- Anna Maria Perez de Tagle ....  Miracle Ross
- Keegan McFadden ....  Benjamin Turner
- Emily  Everhard .... Amy Carson

## Episódios
| Números dos Episódios | Título                      | Ano                    |
| --------------------- | --------------------------- | ---------------------- |
| 1                     | "Miracle on Ice"            | 16 de setembro de 2006 |
| 2                     | "Flip-Flopped"              | 23 de setembro de 2006 |
| 3                     | "Or-dis-ganized"            | 30 de setembro de 2006 |
| 4                     | "Not Your Mama's Piggybank" | 7 de outubro de 2006   |
| 5                     | "You Tell Her"              | 14 de outubro de 2006  |
| 6                     | "The Write Inspiration"     | 21 de outubro de 2006  |
| 7                     | "Baby Blues"                | 28 de outubro de 2006  |
| 8                     | "Makin' Up Is Hard to Do"   | 4 de novembro de 2006  |
| 9                     | "A Cake Walk"               | 11 de novembro de 2006 |
| 10                    | "Trump-It"                  | 18 de novembro de 2006 |
| 11                    | "Flopportunity"             | 25 de novembro de 2006 |
| 12                    | "Snack Attack"              | 2 de dezembro de 2006  |
| 13                    | "Second Hand Woes"          | 9 de dezembro de 2006  |